# أليكساندر سيليخوف
أليكساندر أليكساندروفيتش سيليخوف (بالروسية: Александр Александрович Селихов) هو لاعب كرة قدم روسي في مركز حراسة المرمى ولد في يوم 7 أبريل 1994 في ناريشنكو في روسيا، يلعب حالياً مع نادي سبارتاك موسكو وسبق له اللعب مع نادي أوريول ونادي أمكار بيرم، لعب مع منتخب روسيا تحت 21 سنة لكرة القدم ويبلغ طوله 190 سم.

## روابط خارجية
- أليكساندر سيليخوف على موقع قاعدة بيانات كرة القدم.إي يو (الإنجليزية)
- أليكساندر سيليخوف على موقع ناشيونال فوتبول تيمز (الإنجليزية)
- أليكساندر سيليخوف على موقع Soccerway.com (الإنجليزية)
- أليكساندر سيليخوف على موقع عالم كرة القدم.نت (الإنجليزية)